# 下関村 (新潟県)
下関村（しもせきむら）は、かつて新潟県南蒲原郡にあった村。

## 沿革
- 1889年（明治22年）4月1日 - 町村制施行に伴い南蒲原郡下関新田、丸山興野、安田興野、横道新田が合併し、下関村が発足。
- 1901年（明治34年）11月1日 - 南蒲原郡坂井村、三林村と合併し、坂井村を新設して消滅。